# Divisie van het Noorden

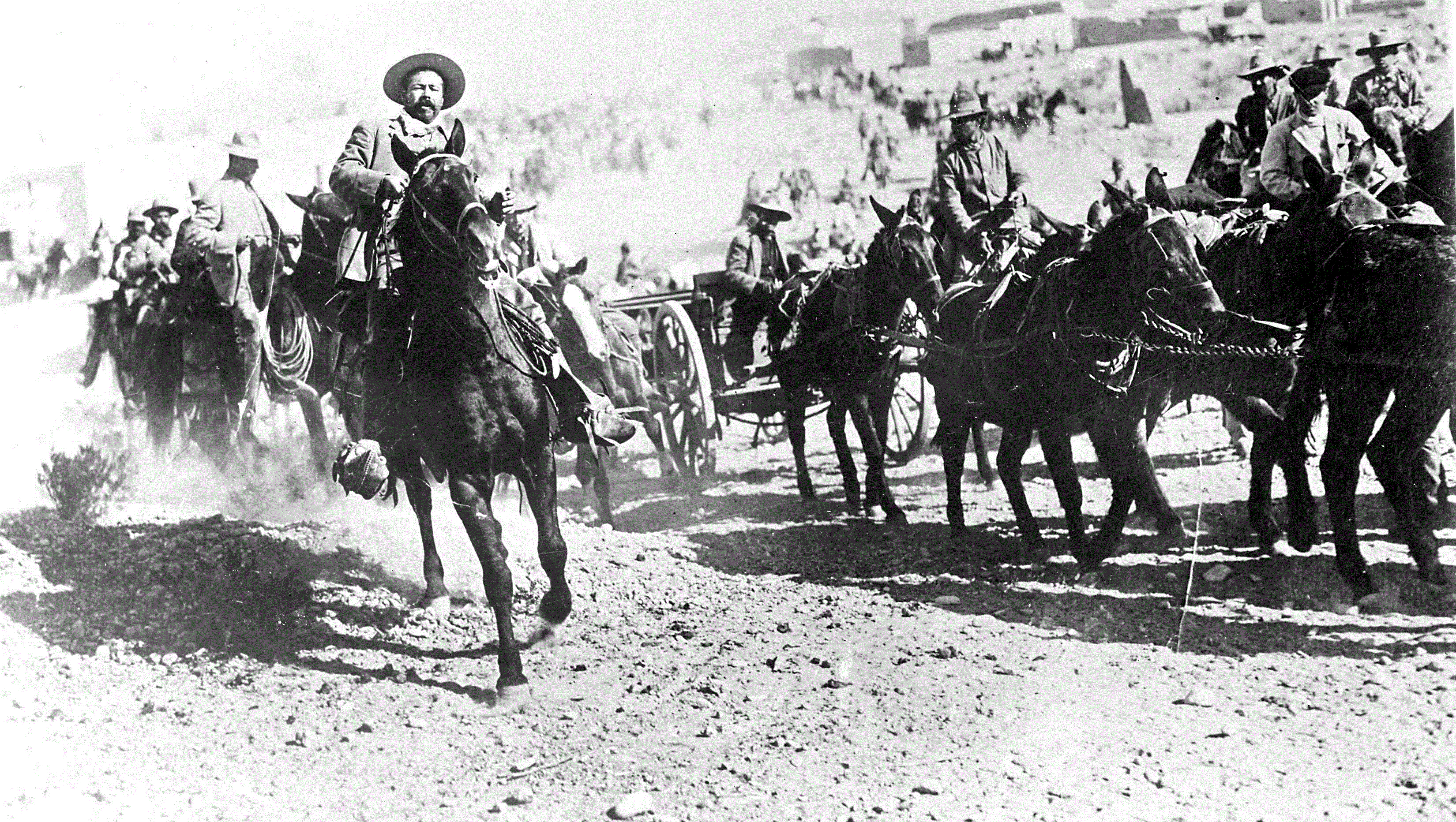
Pancho Villa

De Divisie van het Noorden (Spaans: División del Norte) was tijdens de Mexicaanse Revolutie het leger dat werd aangevoerd door Pancho Villa.
De Divisie van het Noorden werd gevormd naar aanleiding van de decena trágica, de staatsgreep waarbij president Francisco I. Madero en vicepresident José María Pino Suárez afgezet en vermoord werden door Victoriano Huerta. Venustiano Carranza, gouverneur van Coahuila, vormde zijn Constitutionalistisch Leger in het verzet tegen Huerta. Het leger bestond uit vier divisies, waarvan die van het noorden het bekendste was.
Villa boekte zijn grootste successen met de Divisie van het Noorden. Bekende overwinningen waren onder andere de slag bij Tierra Blanca, de slag bij Ojinaga, de slag bij Torreón en de inname van Zacatecas. Bekende aanvoerders uit de divisie waren naast Villa Felipe Ángeles, Manuel Chao, Tomás Urbina, Lucio Blanco, Raúl Madero en Rodolfo Fierro.
Na het verdrijven van Huerta brak Villa met Carranza an zette de strijd zich voort, waarbij de divisie uitmaakte van het Conventionalistische Leger tegen de constitutionalisten. De constitutionalistische generaal Álvaro Obregón wist Villa echter een aantal zware klappen toe te brengen, zodat de divisie vanaf 1916 nog slechts een guerrillaoorlog in het noorden van Mexico kon voeren. In 1920 vaardigde de Mexicaanse regering een amnestie uit waarna de divisie werd opgeheven.